# Pijijiapan
Pijijiapan es una población del estado mexicano de Chiapas. Localizado en el Istmo-Costa, en la región costa del estado.

## Toponimia
El nombre Pijijiapan, proviene de la lengua náhuatl, es un topónimo aglutinado que se compone de dos palabras:
- pijiji = es el nombre de un ave palmípeda (Dendrocygna autumnalis) característica de la región.
- -apan = significa lugar en el agua o lugar en el río, es decir:

"lugar en el río de los pijijis", cuyo nombre es onomatopeya de tales aves.

## Historia
Se trata de una localidad milenaria fundada por los mames pero que ha recibido a lo largo de su historia influencia de las culturas centroamericanas. A la llegada de los aztecas, le pusieron el nombre de Pixixiapan, que después sería castellanizado en Pijijiapan que significa lugar o río de los pijijis.
Pedro de Alvarado la conquistó para los españoles en 1524. En 1821, con la independencia de Guatemala, queda adscrita a este país, para pasar a formar parte de México en 1842.
El terremoto de magnitud de 8,2, ocurrió el 7 de septiembre de 2017 a 133 km al suroeste de Pijijiapan.